# Municipio de Douglas (condado de Appanoose)
El municipio de Douglas (en inglés: Douglas Township) es uno de los diecisiete municipios ubicados en el condado de Appanoose en el estado estadounidense de Iowa. En el año 2000 el municipio tenía una población de 188 habitantes y una densidad poblacional de 3,4 personas por km².

## Geografía
El municipio de Douglas se encuentra ubicado en las coordenadas 40°47′51″N 92°48′28″O / 40.79750, -92.80778.